# Следствия Великой французской революции

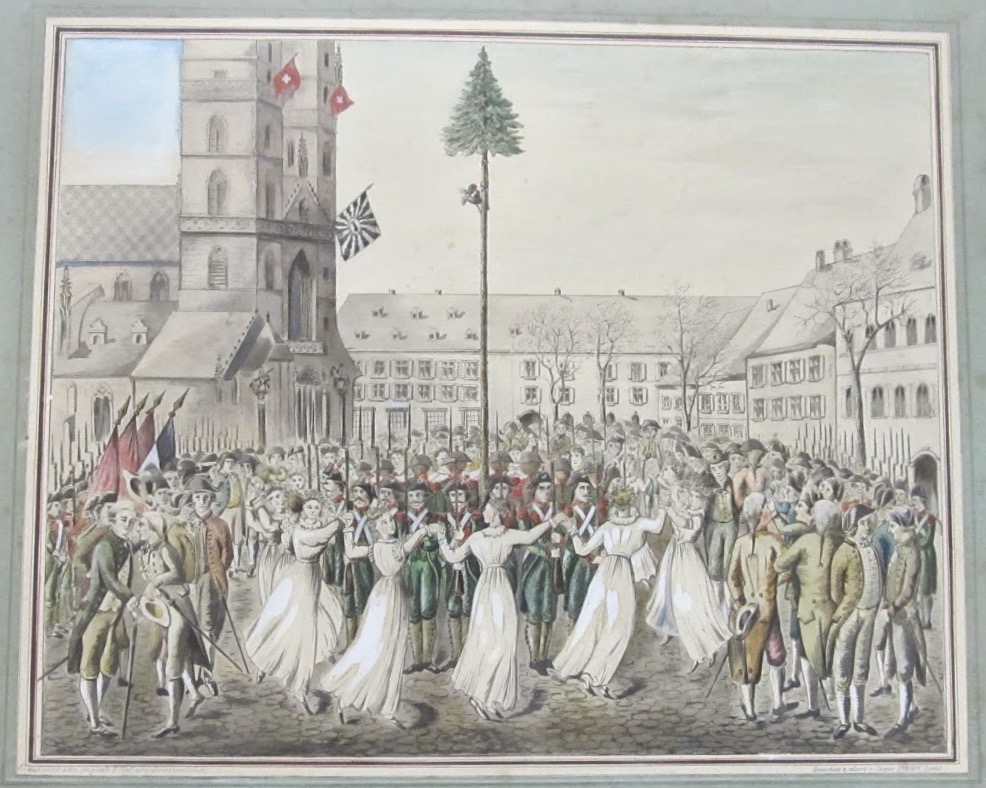
Дерево свободы в Базеле, январь 1798 года

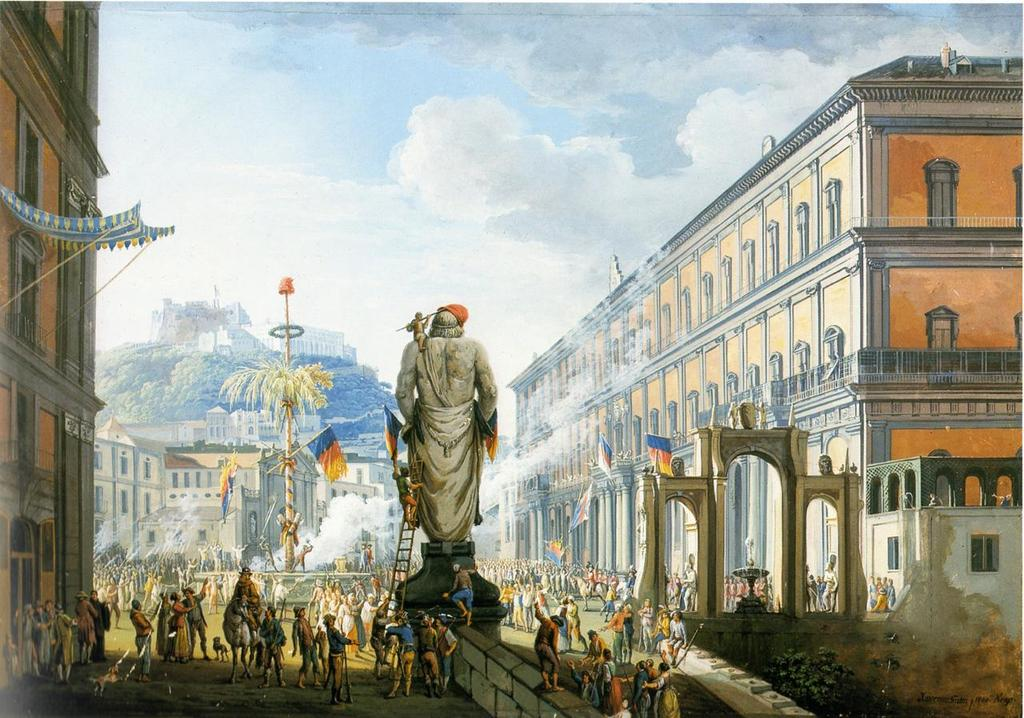
Неаполь во время Партенопейской республики, 1799 год

Великая французская революция оказала большое влияние на Европу и Новый Свет. Историки считают её одним из важнейших событий в истории. В краткосрочной перспективе Франция потеряла тысячи своих соотечественников в виде эмигрантов, которые хотели избежать политической напряжённости и спасти свои жизни. Некоторые из них поселились в соседних странах (главным образом в Великобритании, Германии, Австрии и Пруссии), однако довольно много французов уехали в Соединённые Штаты. Их эмиграция привела к распространению французской культуры, созданию законов, регулирующих иммиграцию, а также породило убежище для роялистов и других контрреволюционеров, которые надеялись пережить революцию. Революция также оказала глубокое и долгосрочное влияние на Францию; она формировала политику, общество, религию и идеи, а также поляризовала политическое движение на протяжении более века. Чем ближе находились другие страны, тем сильнее и глубже было влияние на них Франции, принёсшее либерализм и положившее конец многим феодальным или традиционным законам и практикам. Однако была также консервативная контрреакция, которая победила Наполеона, восстановила Бурбонов и в некоторой степени повернула вспять новые реформы.
В Италии новые республики были упразднены и возвращены довоенным владельцам в 1814 году. Однако историки подчёркивают, что итальянцы получили от французской революции множество преимуществ .
Точно так же долгосрочное влияние французской революции оценивалось для Швейцарии .
Но наибольшее влияние революция оказала на саму Францию. В дополнение к эффектам, аналогичным тем, что имели место в Италии и Швейцарии, во Франции был введён принцип юридического равенства, а статус некогда могущественной и богатой католической церкви понижен до уровня простого учреждения, контролируемого правительством. Власть сконцентрировалась в Париже с его сильной бюрократией и армией, пополняемой путём мобилизации молодёжи. Французская политика была навсегда поляризована — «левый» и «правый» стали новыми терминами для сторонников и противников принципов революции.

## Влияние на Францию
Изменения во Франции были огромными; некоторые из них получили широкое признание, а другие ожесточённо оспаривались в конце 20 века. До революции у народа практически не было власти или права голоса. Короли настолько централизовали власть, что большинство дворян проводили всё время в Версале и играли лишь незначительную роль в своём регионе. Томпсон говорит про королей, что они:
…управляли на основании своего личного богатства, покровительства знати, распоряжения церковными должностями, контроля над губернаторами провинций (интендантов), над судьями и магистратами, а также над армией.
После первого года революции они лишились всей этой власти. Король стал номинальной фигурой; знать потеряла все свои титулы и большую часть земли; церковь потеряла монастыри и сельскохозяйственные угодья; епископы, судьи и магистраты избирались народом; армия была почти беспомощна; реальная военная мощь оказалась в руках новой революционной Национальной гвардии. Центральными элементами 1789 года были лозунг «Liberté, égalité, fraternité» и Декларация прав человека и гражданина, которую Лефевр назвал «воплощением революции в целом».
Долгосрочное влияние революции на Францию было глубоким, формировавшим политику, общество, религию и идеи, а также поляризовавшим политику на протяжении более века. Историк Франсуа Олар пишет:
С социальной точки зрения революция заключалась в подавлении того, что называлось феодальной системой, в освобождении личности, в большем разделе земельной собственности, отмене привилегий, получаемых по праву знатного происхождения, установлении равенства, упрощение жизни… Французская революция отличалась от других революций тем, что была не только национальной, поскольку она была направлена на благо всего человечества.

## Влияние на Европу
Европа была потрясена двумя десятилетиями войны, вызванной усилиями Франции по распространению своих революционных идеалов и противодействию реакционной монархической системе, возглавляемой Великобританией. Наполеон был окончательно побеждён, и реакционеры захватили Францию. Но несмотря на это, было получено много серьёзных результатов с точки зрения развития политических идей и институтов.

### Французская эмиграция
Чтобы избежать политической напряжённости и спасти свои жизни, множество людей, в основном мужчины, эмигрировали из Франции. Часть поселилась в соседних странах (главным образом в Великобритании, Германии, Австрии и Пруссии), а многие отправились в Соединённые Штаты. Присутствие этих тысяч французов разного социально-экономического положения, только что бежавших из очага революционной активности, создавало проблему для стран, которые предоставили убежище мигрантам. Опасения заключались в том, что они могли принести с собой заговор с целью подрыва политического порядка, что на практике привело к усилению регулирования и документированию притока иммигрантов в соседние страны. Тем не менее, большинство стран, таких как Великобритания, великодушно приветствовали французских беглецов.

### Французские завоевания
Во внутренней политике французской армии поначалу сопутствовал успех. Франция завоевала австрийские Нидерланды (примерно соответствует современной Бельгии) и превратила их в ещё одну французскую провинцию. Она завоевала Республику Соединённых провинций (нынешние Нидерланды) и сделала её марионеточным государством Батавия. Она взяла под контроль немецкие регионы на левом берегу реки Рейн, где и основала свой протекторат Рейнский союз. Она завоевала Швейцарию и бо́льшую часть Италии, создав ряд марионеточных государств. Результатом всего этого стала слава Франции и приток столь необходимых средств из завоёванных земель, которые также шли на прямую поддержку французской армии. Однако враги Франции, возглавляемые Великобританией и финансируемые неисчерпаемой британской казной, в 1799 году сформировали вторую коалицию (к Британии присоединились Россия, Османская империя и Австрия). Она одержала серию побед, которые нивелировали успехи французов, чья армия оказалась в ловушке в Египте. Сам Наполеон выскользнул из британской блокады в октябре 1799 года и вернулся в Париж.
Наполеон завоевал бо́льшую часть Италии во имя Французской революции в 1797—1799 годах, разделив австрийские владения. Он основал ряд новых республик с новыми сводами законов, отменяя старые феодальные привилегии. Цизальпинская республика Наполеона была сосредоточена в Милане. Генуя стала республикой, а её внутренние районы стали Лигурийской республикой. Римская республика была сформирована из папских владений, а сам папа был отправлен во Францию. Партенопейская республика была образована вокруг Неаполя, но просуществовала всего пять месяцев, прежде чем силы коалиции отбили её.
В течение почти двух десятилетий у итальянцев были прекрасные своды законов, справедливая система налогообложения, прекрасная экономическая ситуация и бо́льшая религиозная и интеллектуальная терпимость, чем они знали на протяжении веков… Везде были разрушены старые физические, экономические и интеллектуальные барьеры, и итальянцы начали осознавать свою национальную общность.
В 1805 году он сформировал Королевство Италия, став королём, а его пасынок — вице-королём. Кроме того, Франция превратила Нидерланды в Батавскую республику, а Швейцарию в Гельветическую республику. Все эти новые страны были сателлитами Франции и должны были платить большие репарации Парижу, а также оказывать военную поддержку в наполеоновских войнах. Их политическая и административная системы были модернизированы, введена метрическая система и уменьшены торговые барьеры. Еврейские гетто были упразднены. Бельгия и Пьемонт стали неотъемлемой частью Франции. Новые республики были упразднены и возвращены довоенным владельцам в 1814 году. Однако Арц подчёркивает преимущества, которые итальянцы получили от Французской революции:

### Национализм
Отто Данн и Джон Динвидди пишут: «В европейской истории уже давно считается почти трюизмом, что французская революция дала большой стимул для роста современного национализма». Национализм подчёркивался историком Карлтоном Д. Х. Хейесом как главный результат французской революции в Европе. Её влияние на французский национализм было огромным. Наполеон стал таким героическим символом нации, что его славу использовал его племянник, который был избран президентом подавляющим большинством голосов (а позже стал императором Наполеоном III). Революция оказала огромное влияние на сотни небольших немецких государств и во всём остальном мире; их население либо вдохновлялось примером Франции, либо выступало против него.

### Британия
В начале революции Великобритания поддерживала конституционную монархию вплоть до цареубийства Людовика XVI. Большинство британского истеблишмента были категорически против революции. Британия под руководством Питта Младшего возглавила и финансировала серию коалиций, которые боролись с Францией с 1793 по 1815 год, вплоть до низложения Наполеона Бонапарта и (временной) реставрации Бурбонов. Эдмунд Берк написал брошюру «Размышления о Французской революции», известную своей защитой принципа конституционной монархии. События, происходившие вокруг Лондонского корреспондентского общества, были примером тех беспокойных времён.

### Ирландия
В Ирландии французская революция привела к трансформации попыток протестантских поселенцев получить некоторую автономию в массовое движение, возглавляемое Обществом объединённых ирландцев, в которое входили и католики, и протестанты. Оно стимулировало усиление требований дальнейших реформ по всей Ирландии, особенно в Ольстере. Результатом стало восстание 1798 года под предводительством Теобальда Вольфа Тона, которое было подавлено Британией. Это восстание рассматривается как основа современного ирландского республиканизма, который в конечном итоге привёл к разделу Ирландии и независимости 26 из 32 её округов.

### Германия
Немецкая реакция на революцию, поначалу благоприятная, со временем сменилась на враждебную. Сначала революция принесла либеральные и демократические идеи, конец системы гильдий, крепостного права и еврейского гетто. Она принесла экономические свободы и аграрно-правовую реформу. Немецкие интеллектуалы праздновали революцию, надеясь увидеть триумф Разума и Просвещения. Были у неё и враги, поскольку королевские дворы в Вене и Берлине осудили свержение короля и угрозу распространения понятий свободы, равенства и братства.
К 1793 году казнь французского короля и начало эпохи террора разочаровали «Bildungsbürgertum» (образованный средний класс). Реформаторы заявили, что необходимо поверить в способность немцев реформировать свои законы и институты мирным путём.

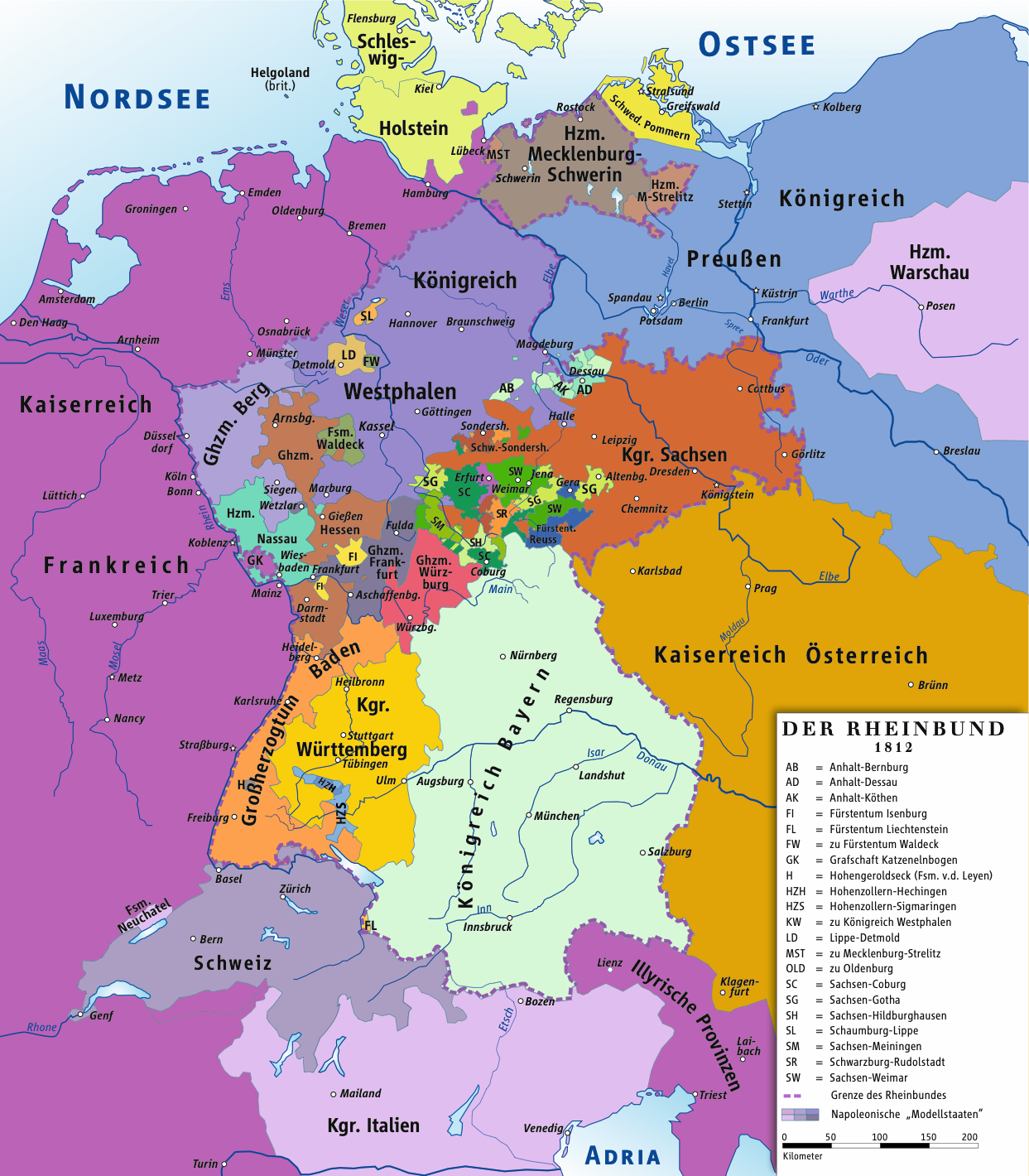
Рейнский союз, состоявший из государств-клиентов под контролем Наполеона, с 1806 по 1813 год; ему принадлежало большинство германских государств, за исключением Пруссии (на северо-востоке) и Австрии (на юго-востоке). Текст карты на немецком языке.

После того, как Пруссия была разбита Наполеоном, общественное мнение переменилось и теперь было настроено против Франции, что стимулировало и формировало немецкий национализм.
В 1794—1814 годах Франция взяла под прямой контроль Рейнскую область и радикально и навсегда либерализовала правительство, общество и экономику.
Французы отменили многовековые устаревшие ограничения. Хаос и бесконечные преграды, разделявшие землю между множеством мелких княжеств, уступили место рациональной, упрощённой, централизованной системе, контролируемой Парижем и управляемой родственниками Наполеона. Наиболее важное влияние оказала отмена всех феодальных привилегий и исторических налогов, проведение правовых реформ согласно Кодексу Наполеона и реорганизация судебной и местной административной систем. Экономическая интеграция Рейнской области с Францией увеличила благосостояние её жителей, особенно в области промышленного производства, в то время как бизнес ускорился благодаря повышению эффективности и снижению торговых барьеров. Евреи были освобождены из гетто. Одним из отрицательных моментов была враждебность французских властей к римско-католической церкви, поддерживаемой большинством жителей. Бо́льшая часть Южной Германии испытала подобное, но более приглушённое влияние французской революции, в то время как в Пруссии и районах к востоку её влияние было гораздо меньше. Изменения стали необратимыми. Спустя десятилетия рабочие и крестьяне Рейнской области часто обращались к якобинству, чтобы противостоять непопулярным правительственным действиям, в то время как интеллигенция требовала сохранения Кодекса Наполеона (который оставался в силе в течение столетия).

### Польша
Когда французы вторглись в Россию, Пруссию и Австрию, Наполеон создал союзное с французами польское государство, известное как Варшавское герцогство, и поляки впервые за 20 лет ощутили независимость после раздела Польши Россией, Австрией и Пруссией. Это также привело к росту польского национализма, который сохранялся на протяжении 19-го и 20-го веков.

### Швейцария
Французы вторглись в Швейцарию и превратили её в своего союзника, известного как Гельветическая республика (1798—1803). Вмешательство в местные традиции и ограничение свобод вызывало глубокое возмущение, хотя некоторые реформы прошли успешно. Сопротивление было наиболее сильным в традиционных католических бастионах: весной 1798 года в центральной части Швейцарии вспыхнули вооружённые восстания. Алоис фон Рединг, могущественный швейцарский генерал, возглавил против французов армию из 10 тыс. человек из кантонов Ури, Швиц и Нидвальден. Это привело к тому, что швейцарцы восстановили контроль над Люцерном, но из-за огромного размера французской армии движение фон Рединга было в конечном итоге подавлено. Однако поддержка революционных идеалов неуклонно снижалась, так как швейцарцы возмущались потерей местной демократии, новыми налогами, централизацией власти и враждебностью к религии.
Нестабильность во Франции привела к созданию двух революционных групп с разными идеологиями: группы аристократов, стремящихся к восстановлению старой швейцарской конфедерации, и части населения, желающей государственного переворота. Кроме того, Швейцария стала полем битвы между армиями Франции, Австрии и России. В конце концов, эта нестабильность, частые перевороты в правительстве и, наконец, восстание Бурла-папей вынудили Наполеона подписать Акт посредничества, который привёл к падению Гельветической республики и восстановлению Конфедерации.
Долгосрочное влияние французской революции Мартин оценил так:
Она провозгласила равенство граждан перед законом, равенство языков, свободу мысли и веры; она создала швейцарское гражданство, основу нашей современной национальности и разделение властей, о которых старый режим не имел представления; она подавила внутренние тарифы и другие экономические ограничения; она унифицировал единицы мер и веса, реформировала гражданское и уголовное законодательство, разрешила смешанные браки (между католиками и протестантами), запретила пытки и улучшила правосудие; она развивала образование и общественные работы.

### Бельгия
Французы вторглись на территорию современной Бельгии и контролировали её в период с 1794 по 1814 год. Французы навязали бельгийцам реформы и присоединили их территорию к Франции. Париж прислал новых правителей. Бельгийские мужчины были мобилизованы на французские войны, и всё население было обложено высокими налогами. Почти все бельгийцы были католиками, но церковь подвергалась репрессиям. Сильное сопротивление наблюдалось во всех сферах, поскольку бельгийский национализм выступил против французского правления. Однако французская правовая система с её равными юридическими правами и отменой классовых различий была принята. В Бельгии теперь была правительственная бюрократия, избираемая по способностям, а не по знатности.
Антверпен получил доступ к морю и быстро превратился в крупный порт и деловой центр. Франция способствовала развитию торговли, открывая путь восхождению буржуазии и быстрому росту обрабатывающей и горнодобывающей промышленности. Таким образом, в экономической сфере значимость аристократии уменьшалась, в то время как бельгийские предприниматели из среднего класса процветали из-за их включения в большой рынок, открывая путь к лидерству Бельгии после 1815 года в промышленной революции на континенте.

### Нидерланды
Франция превратила Нидерланды в марионеточное государство, которое должно было выплатить крупную контрибуцию.

### Дания и Швеция
Королевство Дания приняло либеральные реформы, подобные французским, без прямого контакта с Францией. Датчане знали о французских идеях и были согласны с ними, что позволило им перейти от датского абсолютизма к либеральной конституционной системе в период 1750—1850 гг. Смена правительства в 1784 году была вызвана вакуумом власти, образовавшимся, когда король Кристиан VII заболел, и власть перешла к наследному принцу (который позже стал королём Фредериком VI) и ориентированным на реформы землевладельцам. В отличие от старого режима во Франции, в Дании успешно происходила сельскохозяйственная реформа, крепостное право было отменено, гражданские права были распространены на крестьян, финансы датского государства были в порядке, и не было внешних или внутренних кризисов. То есть изменения были постепенными; сам режим провёл аграрные реформы, которые привели к ослаблению абсолютизма за счёт создания класса независимых крестьян. По большей части инициатива исходила от хорошо организованных либералов, руководивших политическими изменениями в первой половине 19-го века.
В Швеции король Густав III (правил в 1771—1792 гг.) был просвещённым деспотом, ослабившим дворянство и проводившим множество крупных социальных реформ. Он чувствовал, что шведская монархия может выжить и процветать, достигнув коалиции с недавно появившимися средними классами против дворянства. Он был близок к королю Людовику XVI, поэтому ему не нравился французский радикализм. Тем не менее, он решил продвигать дополнительные антифеодальные реформы, чтобы укрепить свои позиции среди среднего класса. Когда король был убит в 1792 году, регентом стал его брат Карл, но реальная власть принадлежала Густаву Адольфу Рейтерхольму, который яростно выступал против французской революции и всех её сторонников. При короле Густаве IV Адольфе Швеция присоединилась к различным коалициям против Наполеона, но потерпела поражение и потеряла бо́льшую часть своей территории, в частности Финляндию и Померанию. Король был свергнут армией, которая в 1810 году решила пригласить одного из маршалов Наполеона, Бернадота, в качестве наследника и командующего армией. Он имел якобинское прошлое и основывался на революционных принципах, но при нём Швеция вступила в коалицию, которая выступала против Наполеона. Бернадот стал довольно консервативным королём Швеции Карлом XIV Юханом (1818—1844 гг.).

## Влияние за пределами Европы

### Средняя Азия
Влияние французской революции на Ближний Восток поначалу выражалось в политических и военных последствиях вторжения Наполеона, а со временем и во влиянии революционных и либеральных идей и революционных движений и восстаний. Что касается вторжения Наполеона в 1798 году, реакция османских властей была крайне негативной. Они опасались, что это приведёт к низвержению традиционной религии. Давняя дружба Османской империи с Францией закончилась. Султан Селим III сразу понял, насколько далеко отстала его империя, и начал модернизировать как армию, так и государственную систему. В самом Египте правящая элита мамлюков навсегда потеряла своё влияние, что ускорило реформы. В интеллектуальном плане непосредственное влияние французских революционных идей было почти незаметным, но либеральные идеи и идеал правового равенства, а также понятие оппозиции тираническому правительству оказали долгосрочное влияние. В этом отношении французская революция принесла такие новшества, как конституционализм, парламентаризм, личная свобода, юридическое равенство и чувство этнического национализма. Их влияние стало заметно примерно в 1876 году.

### Северная Америка

#### Британская Северная Америка
Пресса в Квебеке поначалу восприняла события революции положительно. Освещение революции не было независимым и отражало общественное мнение в Лондоне, поскольку колонисты полагались на газеты и репринты журналов с Британских островов. Первоначальный положительный приём французской революции сделал политически сложным оправдание отсутствия избирательных институтов в колонии как для британской, так и для квебекской общественности; так, министр внутренних дел Великобритании Уильям Гренвиль отмечал, что вряд ли «возможно отказать столь большой группе британских подданных в преимуществах британской конституции». Правительственные реформы, заложенные в Конституционном акте 1791 года, разделили Квебек на две отдельные колонии, Нижнюю Канаду и Верхнюю Канаду, и ввели в этих двух колониях избирательные институты.
Первая оппозиция французской революции в Квебеке возникла со стороны духовенства, после того как французское правительство конфисковало собственность Квебекской семинарии во Франции. Однако бо́льшая часть духовенства в Квебеке не высказывала своей оппозиции революции в её первые годы, зная о преобладающем в то время общественном мнении. Это мнение начало меняться в противоположную сторону после бегства в Варенн, когда сообщения о беспорядках во Франции дошли до колонии. После сентябрьской резни и последующей казни Людовика XVI в январе 1793 года члены канадского духовенства и сеньоры начали открыто выступать против революции. Сдвиг в общественном мнении был также очевиден на первой сессии Законодательного собрания Нижней Канады, на которой законодатели проголосовали против нескольких законопроектов, вдохновлённых французской революцией. К 1793 году почти все члены законодательного собрания отказались называться «демократами» — термин, который использовали сторонники революции. К концу 1793 года духовенство, сеньоры и буржуазия обеих Канад открыто выступили против революции. Подобные настроения обнаруживались и у «второго класса канадцев», которые восхваляли «французскую революцию за её принципы, но ненавидели [события], которые она породила».
Французская миграция в Канады значительно замедлилась во время и после французской революции; только небольшому числу ремесленников, профессионалов и религиозных эмигрантов из Франции было разрешено поселиться в Канадах в этот период. Большинство этих мигрантов перебрались в Монреаль или Квебек, хотя французский дворянин Жозеф-Женевьев де Пюизе возглавил небольшую группу французских роялистов, решивших заселить земли к северу от Йорка (современный Торонто). Приток религиозных мигрантов из Франции оживил римско-католическую церковь в Канадах, а неприсягнувшие священники, переехавшие в колонии, основали ряд приходов.

#### Соединённые Штаты
На ранней стадии французская революция нашла широкую поддержку в Америке, но когда король был казнён, она поляризовала мнение американцев и сыграла важную роль в формировании американской политики. Президент Джордж Вашингтон провозгласил нейтралитет США в европейских войнах, но поляризация сформировала первую партийную систему. В 1793 году были образованы первые «демократические общества». После казни короля они поддержали французскую революцию. Слово «демократ» было предложено послом Франции Жене для обществ, которые он тайно субсидировал. Новые федералисты во главе с Александром Гамильтоном начали высмеивать сторонников Томаса Джефферсона как «демократов». Тогда Жене начал мобилизацию американских избирателей за французские деньги, за что был изгнан президентом Вашингтоном.
После того, как президент Вашингтон объявил эти общества нереспубликанскими, они постепенно исчезли. В 1793 году, когда в Европе разразилась война, республиканская партия Джефферсона поддержала Францию, ссылаясь на договор 1778 года, который всё ещё действовал. Вашингтон и его единодушно настроенный кабинет министров (включая Джефферсона) решили, что договор не обязывает США вступать в войну, поскольку они перестали поддерживать революцию после казни короля; вместо этого Вашингтон провозгласил нейтралитет. При президенте Адамсе, который был федералистом, в 1798—1800 годах произошла необъявленная военно-морская война с Францией, получившая название «квази-война». Джефферсон стал президентом в 1801 году, но враждебно относился к Наполеону как к диктатору и императору. Тем не менее он воспользовался возможностью купить Луизиану в 1803 году.
Большое сходство между французской и американской революциями (которые, правда, привели к разному исходу) привело к некоторой близости между Францией и Соединёнными Штатами, причём обе страны видели себя пионерами свободы и продвижения республиканских идеалов. Эта связь проявилась, например, в даре Статуи Свободы Францией США.

### Латинская Америка
Революция во Франции призвала к изменениям в обществе, и, как только надежды на перемены нашли место среди гаитянского народа, радикальные преобразования уже не могли быть остановлены. Идеалов Просвещения и начала французской революции было достаточно, чтобы вдохновить Гаитянскую революцию, которая превратилась в наиболее успешное и всеобъемлющее восстание рабов. Гаитяне, как и французы, преуспели в преобразовании своего общества. 4 апреля 1792 года Национальное собрание Франции предоставило свободу рабам в Гаити и революция завершилась в 1804 году; Гаити стала независимой страной исключительно свободных людей. Эти революции вызвали перемены во всём мире. Преобразование Франции оказало наибольшее влияние на Европу, а влияние Гаити распространялось на все регионы, где продолжало существовать рабство. Джон Э. Баур чтил Гаити как место революции, оказавшей самое большое влияние в истории.
Ещё в 1810 году в испанской политике для обозначения сторонников французской революции был придуман термин «либерал». Этот термин распространился в Латинской Америке и стимулировал движение за независимость против Испании. В девятнадцатом веке «либерализм» был доминирующим элементом латиноамериканской политической мысли. Французские либеральные идеи были особенно влиятельны в Мексике, что хорошо видно из работ Алексиса де Токвиля, Бенджамена Констана и Эдуара Рене де Лефевра де Лабулэ. Латиноамериканская политическая культура колебалась между двумя противоположными полюсами: традиционным, основанном на весьма специфических личных и семейных связях с родственными группами, общинами и религиозной идентичностью; и современными, основанном на безличных идеалах индивидуализма, равенства, юридических прав и секуляризма или антиклерикализма. Французская революционная модель была основой современной точки зрения, изложенной в Мексике в трудах Хосе Марии Луиса Мора (1794—1850).
В Мексике современный либерализм лучше всего выразился в Либеральной партии Мексики, конституции 1857 года, политике Бенито Хуареса и, наконец, в демократическом движении Франсиско Игнасио Мадеро, приведшем к революции 1911 года.

## Для дальнейшего чтения
- Amann, Peter H., ed. The Eighteenth-Century Revolution: French or Western? (Heath, 1963)
- Acemoglu, Daron; et al. The consequences of radical reform: the French Revolution (MIT Dept. of Economics, 2009)
- Artz, Frederick B. Reaction & Revolution: 1814—1832 (Rise of Modern Europe) (1934)
- Bilici, Faruk (October-December 1991). La Révolution Française dans l'Historiographie Turque (1789-1927). Annales historiques de la Révolution française[англ.] (фр.) (286). Armand Colin[англ.]: 539–549. JSTOR 41914720.{{cite journal}}:  Википедия:Обслуживание CS1 (формат даты) (ссылка) — Discusses how the ideals of the French Revolution affected the Young Turks
- Brinton, Crane. A Decade of Revolution 1789—1799 (1934) the Revolution in European context
- Suzanne Desan[англ.], et al. eds. The French Revolution in Global Perspective (2013)
- Desan, Suzanne. "Internationalizing the French Revolution, " French Politics, Culture & Society (2011) 29#2 pp 137—160.
- Fremont-Barnes, Gregory. ed. The Encyclopedia of the French Revolutionary and Napoleonic Wars: A Political, Social, and Military History (ABC-CLIO: 3 vol 2006)
- Goodwin, A., ed.  The New Cambridge Modern History, Vol. 8: The American and French Revolutions, 1763-93 (1965), 764pp
- F. Murray Greenwood. Legacies of Fear: Law and Politics in Quebec in the Era of the French Revolution. — Toronto: University of Toronto Press for the Osgoode Society, 1993. — 357 с. — ISBN 0-8020-6974-6.
- Grab, Alexander. Napoleon and the Transformation of Europe (Macmillan, 2003), country by country analysis
- Mazlish, Bruce. "The French Revolution in Comparative Perspective, " Political Science Quarterly (1970) 85#2 pp. 240—258 in JSTOR
- Mikaberidze, Alexander. "The Napoleonic Wars: A Global History, " (Oxford: Oxford University Press, 2020).
- Palmer, R. R. «The World Revolution of the West: 1763—1801,» Political Science Quarterly (1954) 69#1 pp. 1-14 in JSTOR
- Palmer, Robert R. The Age of the Democratic Revolution: A Political History of Europe and America, 1760—1800. (2 vol 1959), highly influential comparative history; vol 1 online
- Rapport, Mike, and Peter McPhee. «The International Repercussions of the French Revolution.» in A Companion to the French Revolution (2013) pp: 379—396.
- Ross, Steven T. European Diplomatic History, 1789—1815: France Against Europe (1969)
- Rothenberg, Gunther E. (Spring 1988). The Origins, Causes, and Extension of the Wars of the French Revolution and Napoleon. Journal of Interdisciplinary History. 18 (4): 771–93. doi:10.2307/204824. JSTOR 204824.
- Rowe, Michael. «The French revolution, Napoleon, and nationalism in Europe.» in The Oxford handbook of the history of nationalism (2013).
- Rude, George F. and Harvey J. Kaye. Revolutionary Europe, 1783—1815 (2000)
- Schroeder, Paul. The Transformation of European Politics, 1763—1848. 1996
- Skocpol, Theda. States and social revolutions: A comparative analysis of France, Russia and China (Cambridge University Press, 1979.)
- von Guttner, Darius. «The French revolution and Europe-its echoes, its influence, its impact.» Agora 51.1 (2016): 34-42.
- Zamoyski, Adam., Phantom Terror: The Threat of Revolution and the Repression of Liberty, 1789—1848 (London: William Collins, 2014).